# Pilea boniana
Pilea boniana är en nässelväxtart som beskrevs av François Gagnepain. Pilea boniana ingår i släktet pileor, och familjen nässelväxter. Inga underarter finns listade i Catalogue of Life.